# El Corazón
El Corazón, auch El Corazón de Jesús, ist eine Ortschaft und die einzige Parroquia urbana im Kanton Pangua der ecuadorianischen Provinz Cotopaxi. Die Parroquia besitzt eine Fläche von 161,3 km². Beim Zensus 2010 betrug die Einwohnerzahl der Parroquia 6565. Davon lebten 1649 Einwohner im urbanen Bereich von El Corazón.

## Lage
Die Parroquia El Corazón liegt an der Westflanke der Cordillera Occidental im Südwesten der Provinz Cotopaxi. Der Río Piñanato, linker Quellfluss des Río Umbe, fließt entlang der südlichen Verwaltungsgrenze nach Westen. Der Río Angamarca, der rechte Quellfluss des Río Umbe, durchquert das Verwaltungsgebiet in westlicher Richtung und verläuft abschnittsweise entlang der nordwestlichen Verwaltungsgrenze. Der 1500 m hoch gelegene Hauptort befindet sich etwa 55 km westsüdwestlich der Provinzhauptstadt Latacunga.
Die Parroquia El Corazón grenzt im äußersten Westen an die Parroquia Moraspungo, im Norden an die Parroquias Ramón Campaña, Pilaló (Kanton Pujilí), Pinllopata und Angamarca (Kanton Pujilí), sowie im Süden an die Provinz Bolívar mit den Parroquias Simiatug und Facundo Vela (beide im Kanton Guaranda).

## Geschichte
Der presbyterianische Priester Ramón Campaña betreute die Orte Angamarca und Pangua. Am 6. Dezember 1889 besuchte der Erzbischof von Quito Angamarca. Ihm wurde die Gründung der kirchlichen Pfarrei Pangua herangetragen. In der Folge wurde die Pfarrei „El Corazón de Jesús“ eingerichtet. Die zivilrechtliche Parroquia El Corazón de Jesús wurde am 4. Mai 1896 gegründet. Am 31. Mai bzw. am 2. Juni 1938 wurde der Kanton Pangua eingerichtet und El Corazón wurde eine Parroquia urbana und Sitz der Kantonsverwaltung.